# Ciklon hordozórakéta
A Ciklon (oroszul és ukránul: Циклон) szovjet, majd ukrán könnyű hordozórakéta-család, melyet az R–36 interkontinentális ballisztikus rakétából fejlesztettek ki a Juzsnoje tervezőirodában. Két fő változata volt, a kétfokozatú Ciklon–2 és a háromfokozatú Ciklon–3. Eredetileg katonai űreszközök pályára állítására fejlesztették ki, a Ciklon–2-t kizárólag ilyen feladatkörben alkalmazták. A háromfokozatú változatot, a Ciklon–3-t már általános űrhajózási célú hordozórakétaként alkalmazták. A rakéták sorozatgyártását a Pivdenmas (korábban Juzsmas) végezte, irányítórendszerét a harkvi Elektropribor (ma: Hartron) vállalat fejlesztette ki és gyártotta. Ukrajna 2015-től tervezi a modernizált Ciklon–4 változat indítását. A rakétákra csak a polgári alkalmazást követően, az 1980-as évektől kezdték el használni a Ciklon elnevezést.

## Története

### Előzmények
A dnyipropetrovszki OKB–586 tervezőirodában az 1960-as évek elejétől kezdtek el foglalkozni az interkontinentális ballisztikus rakéták fejlesztésével, párhuzamosan az azokon alapuló hordozórakéták ötletével, amelyek alkalmasak kisebb műholdak alacsony Föld körüli pályára juttatására. 1966 júniusában az OKB–586 az R–14, R–16 és az R–36-os ballisztikus rakéták hordozórakétaként történő felhasználására tett javaslatot a szovjet kormánynak. Először az R–16-os rakétákkal végeztek teszteket. Az 1965-ben kezdődött fejlesztés során az átalakított rakétákat C5M végfokozattal szerelték fel. Ez az első változat a 11K64 GRAU-kódot kapta (ezt nevezték el később Ciklonnak). A rakétákkal 700 kg-os terhet lehetett kis magasságú sarki pályára juttatni. A 11K64-es rakétákkal 1971-ig 25 indítást végeztek.
Az 1960-as évek közepén jelentek meg a Szovjetunióban az első olyan katonai űreszközök (pl. az USZ–A tengeri radarfelderítő műhold és az ISZ vadászműholdak), amelyek a katonai alkalmazás miatt speciális, az interkontinentális ballisztikus rakétákhoz hasonló hordozóeszközöket igényeltek. Erre a célra kezdetben az OKB–52 tervezőiroda UR–200-as interkontinentális ballisztikus rakétáját szánták. Az UR–200 fejlesztési programját azonban 1965-ben törölték, ezért új hordozóeszközt kellett keresni. Ezt követően esett a választás a Juzsnoje tervezőiroda (OKB–586) hasonló teljesítményű interkontinentális ballisztikus rakétájára, az R–36-ra.
Az R–36-os (8K67) rakéta orbitális változata, a részlegesen orbitális pályájú csapásmérő rendszer részére készülő R–36orb (vagy R–36O, GRAU-kódja: 8K69) rakéta az orbitális harci rész nélkül lényegében egy hordozórakéta volt, de az 1960-as évek közepére még nem készült el. A ballisztikus változat sorozatgyártása viszont már 1965-ben elindult, ezért a hordozórakéta kialakítása a ballisztikus (8K67) és az orbitális (8K69) rakétákat alapul véve párhuzamosan folyt. Ennek köszönhetően a 8K67-en alapuló hordozórakétával, a 11K67-el (a szakirodalom ezt később Ciklon–2A-nak jelölte) már 1967-ben elkezdődhettek a katonai műholdak indításai. A 11K67 jelzésű rakétákkal 1967–1969 között nyolc indítást végeztek a Bajkonuri űrrepülőtérről, közülük hat volt sikeres. A rakétákkal 52°-os elhajlású alacsony, 185 km-es magasságú pályára 3000 kg-nyi terhet lehetett juttatni.

### Ciklon–2
1969 augusztusától áttértek a Ciklon–2 jelzésű 11K69-es verzió használatára, amely a kísérleti jelleggel indított 11K67 rakéták sorozatgyártású, megbízható üzemű, az R–36orb (8K69) rakétán alapuló változata volt. A Ciklon–2-es rakétákat kizárólag katonai műholdak indítására használták a Bajkonuri űrrepülőtér 90-es indítóállásából. Az első indítás 1969. augusztus 6-án történt. Utolsó, 2006-os alkalmazásáig 106 db-t indítottak, ebből 105 volt sikeres. A Ciklon–2 ismert még Ciklon–2M jelzéssel is. A 2000-es évek elején a Pivdenne kidolgozott egy új változatot, a Ciklon–2K-t, de ennek megépítésére és indítására nem került sor.

### Ciklon–3
Az 1970-es évekre a távközlési és meteorológiai műholdak növekvő száma miatt igény jelentkezett az olyan, a Vosztok rakétáknál kisebb könnyű hordozórakéták iránt, melyekkel a néhány tonnás műholdakat közepes vagy elnyújtott elliptikus pályára is lehetett állítani. Erre a célra a kétfokozatú Ciklon–2 nem volt alkalmas, ezért a szovjet kormány 1970. január 2-án megbízta az OKB–586 tervezőirodát a kétfokozatú 11K69-en (Ciklon–2) alapuló új, háromfokozatú hordozórakéta kifejlesztésére. A hordozórakétához a Juzsnoje egy teljesen új harmadik fokozatot fejlesztett ki, amelybe az ugyancsak a Juzsnojénél kifejlesztett hajtóművet építettek. 1977 júniusában indították először, 2009-ben vonták ki a szolgálatból. Bajkonurból és Pleszeckből egyaránt indították.